# Gyertyás tüntetés (Pozsony, 1988)
Gyertyás tüntetés vagy Pozsonyi nagypéntek, egy békés felvonulás volt a vallási és polgári szabadságjogokért, valamint a püspöki székek betöltéséért a szocialista Csehszlovákiában 1988. március 25-én Pozsonyban a Hviezdoslav téren.
A hivatalosan bejelentett felvonulás célja az üresen álló püspöki székek betöltésére tett vatikáni javaslat csehszlovák részről való elutasítása ellen való tiltakozás. Eredetileg külföldön tüntetéseket szerveztek volna a csehszlovák hivatalok elé, azonban ez meghiúsult. A szervezők közül többeket fogva tartottak, hogy ne tudjanak a felvonuláson részt venni, valamint 2 püspököt házi őrizet alá helyeztek.
A felvonulásra az Amerika Hangja, a Szabad Európa, a Vatikán rádió, valamint különféle plakátok és szórólapok hívták fel a figyelmet.
A felvonulás alatt az emberek égő gyertyákat tartottak és imádkoztak, ill. énekeltek. A mintegy 3-4 ezer fős, békésen tüntető tömeget a rendőrség és a titkosszolgálatok (kb. 950 fő) kemény fellépéssel, vízágyúk, könnygáz és gumibotok bevetésével szétkergette. 126 személyt és további 12 külföldi állampolgárt letartóztattak. Ezzel megsértették a polgári és szabadságjogokat, legfőképpen a szabad gyülekezés jogát, melyet az 1960-as csehszlovák alkotmány is garantált, valamint a szabadság és politikai jogok nemzetközi egyezményét, melyet Csehszlovákia 1976-ban elfogadott.
A szabad világ elítélte a történteket, míg az állami propaganda próbálta eltussolni az ügyet. Ma az egyik legjelentősebb fellépésként értékelik, ami a polgárok és a hívők részéről a kommunista rezsimmel szemben történt Csehszlovákiában. A bársonyos forradalom előhírnökének is tekinthető, mely után a katonai törvényszék vizsgálatot indított az ügy tisztázására. Az egyetlen vádlott, Alexander Kysucký azonban amnesztiában részesült.